# Bécassine sourde
Lymnocryptes minimus
Genre
Espèce
Statut de conservation UICN

 LC  : Préoccupation mineure

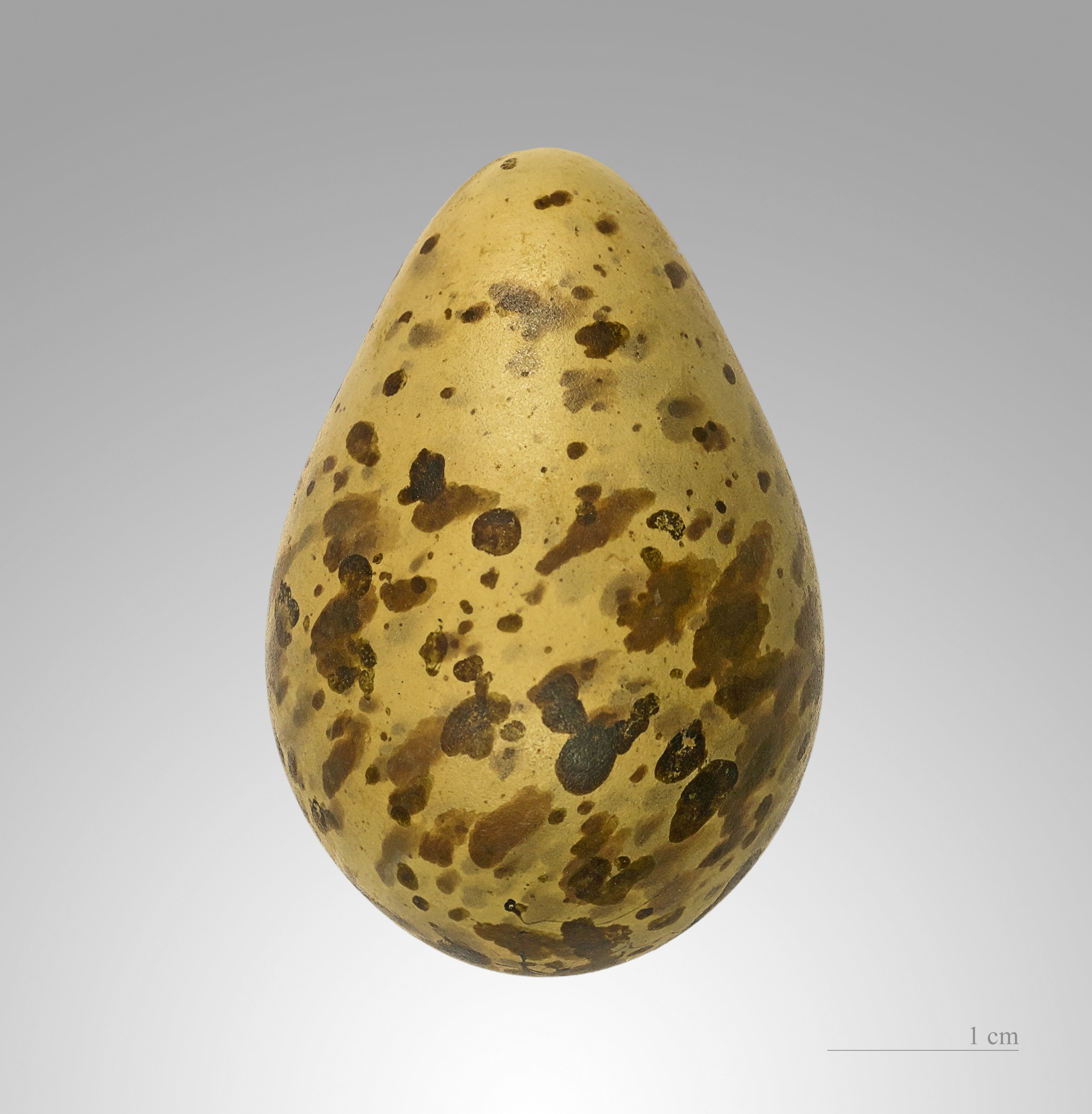
Œuf de bécassine sourde – Muséum de Toulouse

La Bécassine sourde (Lymnocryptes minimus) ou petite Bécassine, est une espèce d'oiseaux, l'une des trois espèces de bécassines vivant en France. Le nom de sourde (ce qu'elle n'est pas) provient de son comportement face au danger : c'est la seule bécassine qui se plaque au sol en comptant sur son camouflage, ne fuyant en volant qu'en ultime recours, au dernier moment.

## Description
De taille variable (environ 20 cm), d'une envergure de 38 à 42 cm et d'un poids pouvant aller de 25 à 70 grammes, la bécassine sourde est reconnaissable par sa queue pointue, des ailes aux rémiges secondaires en pointe avec une rayure blanche au bas des couvertures. Sa tête est assez grosse, son bec est placé assez haut et à la base. Il est de taille relativement courte, de quelques centimètres et de couleur rosé ou verdâtre à la base puis noirâtre vers l'extrémité.
Une bande brune assez large occupe la partie supérieure de sa calotte, ponctuée par de petits points roux. Une petite ligne noire divise sa tête en deux parties depuis la base du bec. Son œil est brun.
Son dos est composé de noir et de roux, la raie qui sépare les plumes du dos au haut des épaules (appelé scapulaires) est de couleur jaune clair. Les pattes sont verdâtres.
Les flancs et le ventre sont blancs. Le reste est semblable à la bécassine des marais.
Les jeunes individus sont différenciables par des couleurs moins vives et par des pattes jaunâtres.

## Habitat
La bécassine sourde fréquente les marais d'eaux douces et les individus s'enfoncent dans une végétation si dense qu'il est assez rare de la voir prendre son envol.
Ce petit limicole habite les régions froides, nichant en Finlande, Scandinavie, Russie et Sibérie et jusque 70° de latitude nord.
Lors de sa migration d'hiver, on peut la retrouver jusqu'en Afrique Occidentale ou sur les rives de l'Océan Indien. Elle n'est pas considérée comme une espèce nicheuse en Europe Occidentale.
Les migrateurs les plus précoces arrivent en France vers le milieu du mois d'octobre et y restent jusqu'aux premières grandes gelées.

## Comportements
De manière générale les bécassines ne vivent pas seules, bien que la bécassine sourde soit la plus solitaire. En cas de danger, celle-ci se plaque au sol pour se confondre avec la végétation. La bécassine sourde décolle silencieusement et très près de l'observateur avec des battements d'ailes assez hésitants se reposant après un vol plutôt bref, a contrario de la bécassine des marais qui elle émet des cris lors de son envol et pendant son vol. C'est ce comportement de décollage au tout dernier moment qui lui a valu ce nom de "sourde".

## Alimentation
La bécassine sourde sonde le sol à la recherche de vers et de vermisseaux. Elle ingurgite aussi des insectes comme des larves de coléoptères, des mouches, des mollusques aquatiques et des escargots. Son régime peut être complété avec des graines et des plantes aquatiques.

## Nidification

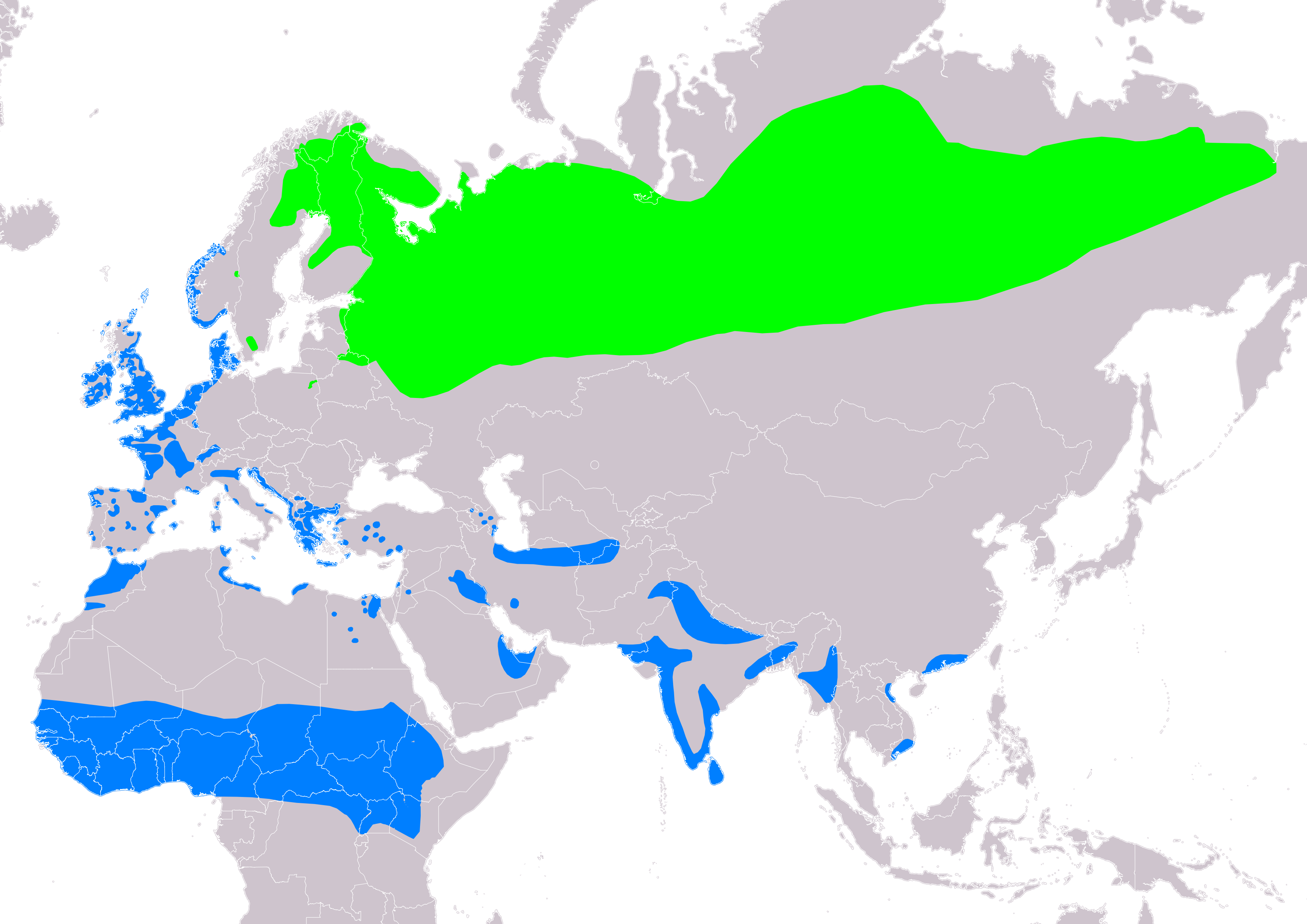

Son nid est semblable à celui des autres espèces de bécassines. Il est situé au sol sur des terrains découverts des forêts du Nord. Quatre œufs gris-jaunâtre avec des taches violettes y sont disposés et couvés uniquement par la femelle pendant une durée de 17 à 24 jours.